# Pilar Belzunce de Carlos

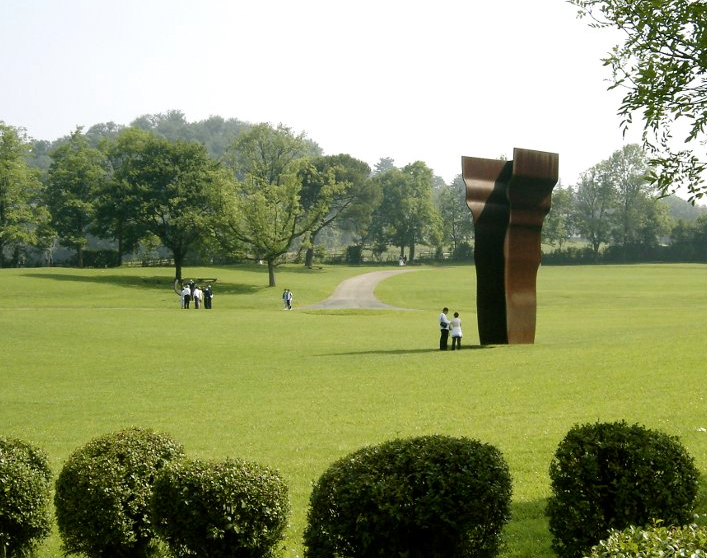
Buscando la luz IV. Eduardo Chillida. Museu Chillida-Leku a Hernani, província de Guipuzkoa

Pilar Belzunce de Carlos, més coneguda com a Pilar Belzunce, (Ilolío, Filipines, 9 d'octubre de 1925–Donosti, 4 de juliol de 2015) va ser una mecenes espanyola, cofundadora de la Fundació Eduardo Chillida i Pilar Belzunce i del Museu Chillida-Leku.

## Biografia
Va néixer en una família nombrosa originària d'Estella, a Navarra. El pare va tenir plantacions de sucre a Filipines, posteriorment va tornar a Espanya i es va assentar a Donosti, a una casa enfront de la família Chillida. Allà Belzunce va conèixer a Eduardo Chillida quan ella comptava amb catorze anys i ell amb setze, i a partir de llavors van realitzar la seva vida junts; es van comprometre quan ella tenia divuit anys i es van casar quan en tenia 25. Molt aviat van arribar a un acord, ell es dedicaria per complet a desenvolupar la seva faceta artística i ella s'ocuparia de tots els assumptes pràctics. Així va ser durant els 60 anys de convivència, fins a la mort d'ell.
Al llarg de la seva vida, Belzunce, que va mantenir sempre un caràcter resolutiu i una fe completa en el talent de Chillida, es va dedicar a ser el seu suport pràctic i a alliberar al seu espòs de tot el que pogués distreure la seva atenció de la creació artística. Això va incloure el donar-li suport, donar-li seguretat en períodes de descoratjament, aplanar totes les dificultats del seu desenvolupament professional, acompanyar-lo en tots els seus viatges, a més d'atendre els vuit fills que la parella va tenir. Va tractar els temes econòmics amb Aimé Maeght, de la Fundació Maeght, propietari de la millor galeria de París dels anys 50, qui va ajudar a Chillida en els seus començaments a la ciutat francesa. Belzunce guardava tots els treballs i dibuixos de Chillida, fins i tot els que anaven destinats a la paperera. Amb el temps i després de l'èxit artístic de l'escultor, la seva tasca organitzativa la va convertir en "una mica més que l'ombra" d'Eduardo Chillida.

## Obra
L'any 1984 la parella va visitar una antiga finca del segle xvi  a Hernani, el caseriu de Zabalaga, i a l'any següent la va comprar. El lloc i la casa es trobaven en molt mal estat, la casa gairebé en ruïnes. La parella va fer-ne el disseny i ho van estar arreglant durant 17 anys fins a convertir-ho en el museu Chillida-Leku, inaugurat el 16 de setembre de 2000. Cercaven un espai on el públic pogués contemplar les escultures de Chillida a l'aire lliure i difondre i exhibir el seu treball.
Van constituir la Fundació Eduardo Chillida i Pilar Belzunce, inscrita l'any 2000, amb l'objectiu de promoure i aprofundir en el coneixement de l'obra artística de l'escultor, i facilitar l'anàlisi i estudi de la seva obra a través dels arxius de la propietat de tots dos. Dos anys més tard va morir Chillida. Sent ja vídua Belzunce, i Patrona única de la Fundació, es van modificar els estatuts a fi d'ampliar els objectius a la difusió turística i cultural del ja constituït museu Chillida-Leku, i a més potenciar i difondre cultural i turísticament Guipuskoa i Euskadi mitjançant activitats culturals sobre temes autòctons. Des de llavors es realitzen en el museu exposicions, com Miró en Zabalaga, en col·laboració amb altres institucions i fundacions culturals com Iberdrola España, la Fundació Pilar i Joan Miró, la Col·lecció BBVA, el Centre Botí i col·leccions privades.
Va morir a Donosti i les seves cendres es van enterrar, al costat de les del seu marit, al Museu Chillida-Leku.

## Reconeixements
El museu Chillida-Leku, obert després de la gestió amb la galeria suïssa Hauser & Wirth el 2017, li va dedicar la sala “Pilar Belzunce”.
El llibre de la periodista Begoña Aranguren, La mujer en la sombra. La vida junto a los grandes hombres, li dedica un dels seus deu capítols.